# Mycomya tantalos
Mycomya tantalos är en tvåvingeart som beskrevs av Coher 1959. Mycomya tantalos ingår i släktet Mycomya och familjen svampmyggor. Inga underarter finns listade i Catalogue of Life.